# توبياس هيلمان
توبياس هيلمان (بالسويدية: Tobias Hellman)‏ هو متزحلق جبال الألب سويدي، ولد في 16 يناير 1973 في ليدينيو ‏ في السويد.

## وصلات خارجية
- توبياس هيلمان على موقع الاتحاد الدولي للتزلج (التزلج على المنحدرات الثلجية) (الإنجليزية)
- توبياس هيلمان على موقع الاتحاد الدولي للتزلج (التزلج الحر) (الإنجليزية)
- توبياس هيلمان على موقع أوليمبيديا (الإنجليزية)
- توبياس هيلمان على موقع اللجنة الأولمبية السويدية (السويدية)